# Newsweek Polska
Newsweek Polska es una revista semanal en polaco de la revista internacional Newsweek.

## Historia
Newsweek Polska se fundó en 2001.  El fundador del semanario es Tomasz Wróblewski. 
La revista es propiedad de Axel Springer .  Tiene su sede en Varsovia y se publica semanalmente los lunes.  Aunque es una versión polaca de Newsweek, no cubre completamente las traducciones de los artículos publicados en su revista matriz. 
Tomasz Wróblewski también fue el primer jefe de redacción y ocupó el cargo entre 2001 y 2004, y luego entre 2005 y 2006.  Jarosław Sroka fue redactor jefe en 2004.  De 2006 a 2009, fue redactor jefe Michal Kobosko,  que fue reemplazado por Wojciech Maziarski, quien estuvo en el cargo entre 2009 y 2012.  Tomasz Lis fue editor jefe de 2012 a 2022.  Tomasz Sekielski fue nombrado nuevo editor jefe el 1 de junio de 2022. 

## Ideología
Newsweek es una revista liberal, similar a la Gazeta Wyborcza . Desde que Tomasz Lis asumió el cargo de editor jefe, la revista ha adoptado un enfoque anticlerical, anticonservador y antiizquierdista; el consejo editorial es objeto frecuentemente de críticas por parte del líder de Ley y Justicia, Jarosław Kaczyński . La portada de la edición del 1 de abril de 2015 mostraba a Kaczyński con una leyenda que decía "Asesino", lo que implica su responsabilidad por el presunto "asesinato" de la unidad nacional polaca tras el accidente aéreo de Smolensk de 2010 . 

## Circulación
La tirada de Newsweek Polska en marzo de 2009 fue de 192.000 ejemplares.  La revista tuvo una tirada de 114.309 ejemplares en 2010 y 106.509 ejemplares en 2011.  Fueron 123.225 ejemplares en 2012.  La circulación impresa y en edición electrónica del semanario fue de 119.776 ejemplares en agosto de 2014.  En enero de 2020, la circulación de Newsweek Polska fue de 67.700 ejemplares,  y en enero de 2022, de 65.885 ejemplares. 